# Gevlekte franjehoed
De gevlekte franjehoed (Psathyrella maculata) is een schimmel behorend tot de familie Psathyrellaceae. Hij leeft saprotroof op stompen van loof- en naaldbomen in bossen op (matig) voedselrijke, humeuze zand- en leembodems.

## Kenmerken

### Uiterlijke kenmerken
Hoed
De hoed heeft een diameter van 30 tot 65 mm. De kleur is bruin, creme of zwart. Het oppervlak is voorzien van met donkerbruine, aanliggende, vezelige schubben. 
Lamellen
De lamellen zijn adnate aan de steel bevestigd. De kleur is eerst beigegrijs, later roodbruin of chocoladebruin.
Steel
De steel heeft een lengte van 40-50 (70) mm een dikte van 3-5 mm. Het heeft een vergankelijke hangende ring. Boven de ringzone is het wit vezelig en daaronder meer schubbig en toenemend bruinig. De steelvoet kan donker worden.
Geur en smaak
Het vlees is wittig tot bleekbruin en hij heeft geen kenmerkende smaak of geur.

### Microscopische kenmerken
De sporen zijn glad, ellipsoïdaal tot faseoliform, lichtgeelgrijs, hebben geen kiempore en meten 4,2-5,5 × 2,6-3,6 µm. De basidia zijn 4-sporig en meten 18-21 × 5-7 µm. De cheilocystidia zijn naar boven toe uitstrekkend en meten 25-37 × 8,5-15 µm. De pleurocystidia hebben een vergelijkbaar uiterlijk. De cuticula wordt gevormd door een laag parallelle hyfen.

## Verspreiding
De gevlekte franjehoed komt voor in Nederland zeldzaam voor. Hij staat op de rode lijst in de categorie 'Ernstig Bedreigd'.